# Jeff Moss
Jeff Moss (Californië, 1 januari 1975), bekend als The Dark Tangent, is een Amerikaans hacker, computer- en internetbeveiligingsdeskundige die de computerbeveiligingsconventies Black Hat en DEF CON oprichtte.

## Jeugd en opleiding
Moss kreeg zijn eerste computer in 1985. In 1988 begon hij zijn studie aan Gonzaga University en in 1992 studeerde hij er af met een bachelordiploma in Criminal Justice. Van 1994 tot 1996 was hij student aan University of Dayton School of Law, maar deze studies maakte hij niet af.

## Beveiligingsconventies
In 1993 richtte hij de eerste DEF CON-hackerconventie op. Deze was bedoeld als afscheidsfeest maar kon plotseling niet doorgaan. Daarom besloot hij leden van een Fido-hackingnetwerk in Canada uit te nodigen. Het groeide langzaam en vanaf 1999 begon het grote aandacht te krijgen. In 1997 richtte hij de Black Hat Briefings computer security conference op. Die trekt een verscheidenheid van mensen aan die geïnteresseerd zijn in informatiebeveiliging. Hij verkocht Black Hat in 2005 aan CMP Media, een dochteronderneming van het Britse United Business Media voor naar men zegt 13,9 miljoen dollar. DEF CON was niet opgenomen in de verkoop.

## Carrière
Na zijn afstuderen begon zijn professionele loopbaan bij Ernst & Young in de divisie Information System Security. Hij was directeur bij Secure Computing Corporation en werkte mee aan de totstandkoming van de afdeling Professional Services in de Verenigde Staten, Azië en Australië. Op 28 april 2011 werd Moss aangeduid als de vice-president en chief security officer van ICANN. In oktober 2013 kondigde hij aan dat hij zijn functie bij ICANN zou neerleggen.
Momenteel werkt Moss in Seattle. Hij werkt daar als beveiligingsadviseur bij een bedrijf dat ingehuurd wordt om de computersystemen van andere bedrijven te testen.